# 小行星145545
小行星145545（145545 Wensayling），臨時編號2006 KA39，是一顆位於小行星帶的小行星。2006年5月22日由國立中央大學鹿林天文台的葉泉志和楊庭彰發現。
該小行星以台灣知名企業家、英業達集團總裁溫世仁命名，表彰他對社會服務和建立電腦網路推動數位學習的貢獻。